# Noah Kaplan

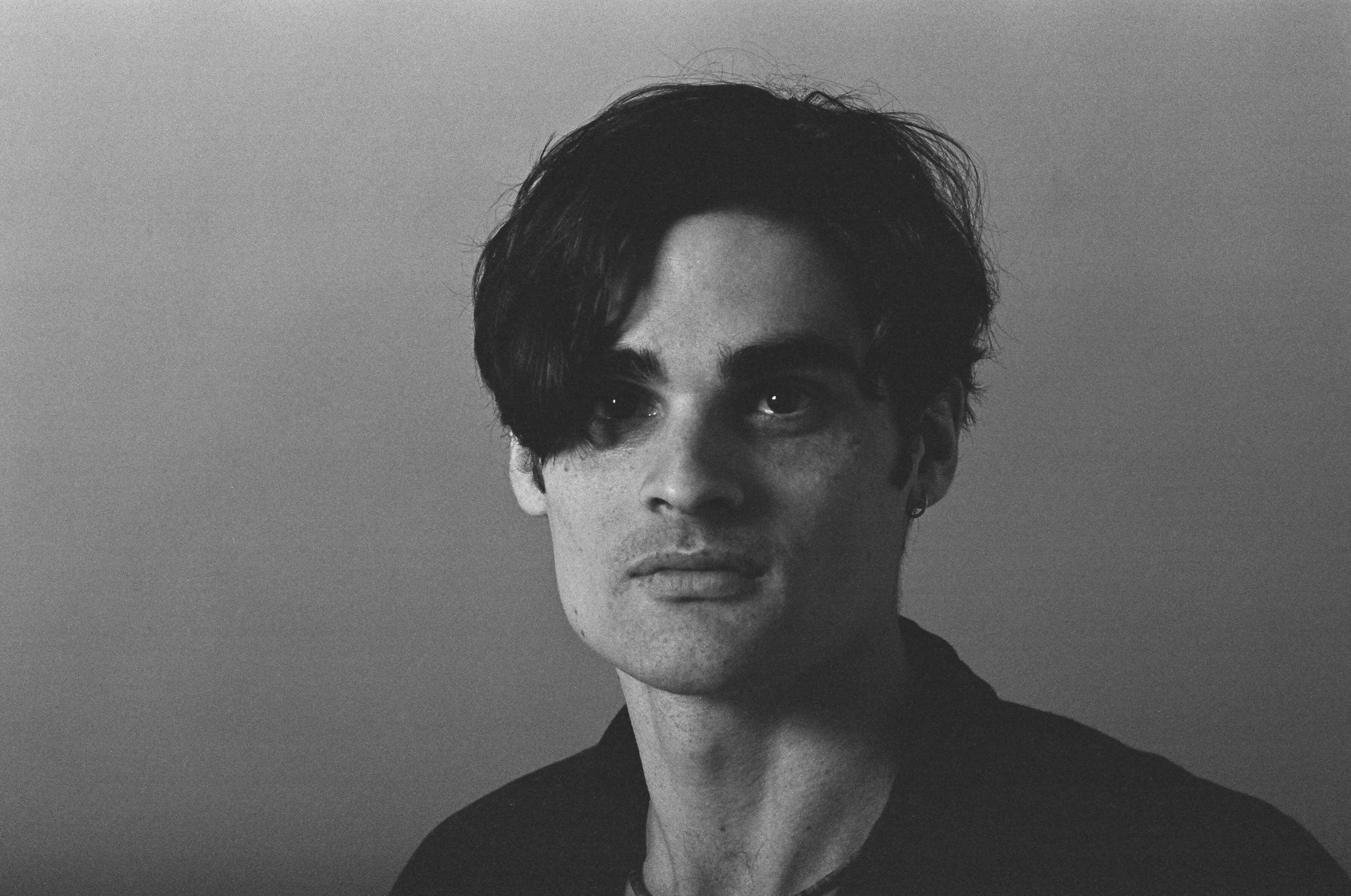
Noah Kaplan (2016)

Noah Kaplan (* 11. September 1984) ist ein US-amerikanischer Jazz-Saxophonist.

## Leben und Wirken
Kaplan wuchs in Topanga Canyon, Kalifornien auf und begann seine Musikkarriere im Raum Los Angeles. Ab 2002 studierte er am New England Conservatory bei Joe Maneri und Jerry Bergonzi;  2005 erhielt er ein Stipendium der Jonathan Keith Foundation, beschäftigte sich mit mikrotonaler Musik und wurde Mitglied des Jazzquartets Miwokido Kid, wo er Mikrotonalität mit Jazz verband. Nach seiner Graduierung 2007 begründete er die Konzertreihe PLAY!, die von der Bostoner Microtonal Society veranstaltet wird. Ende der 2000er Jahre arbeitete er mit David Tronzo (The Light and Other Things 2008), Jason Nazary und Giacomo Merega. Gemeinsam mit seiner Frau, der Sängerin Rosalie Kaplan, beschäftigt er sich im Quartett Dollshot (gleichnamiges Album 2011) mit Material aus der Klassischen Moderne.
Im selben Jahr erschien auf HatHut sein Album Descendants, das er mit Joe Morris einspielte. 2017 legte Kaplan das Album Cluster Swerve vor. Daneben arbeitete Kaplan u. a. mit Mat Maneri, Peter Erskine, Alan Pasqua, Anthony Coleman, Art Davis, Randy Peterson, Ed Schuller und Pandelis Karayorgis. 2020 legte er das Album Out of the Hole (ezz-thetics) vor. Er lebt im New Yorker Stadtteil Brooklyn.